# Lestarrès
Le Lestarrès, est un cours d'eau qui traverse le département des Pyrénées-Atlantiques.
Il prend sa source sur la commune de Louvie-Juzon et se jette dans le Béez à Bruges-Capbis-Mifaget.

## Départements et communes traversés
Pyrénées-Atlantiques :
- Bruges-Capbis-Mifaget
- Louvie-Juzon

## Affluents
- ruisseau d'Ombratiou
- ruisseau le Bourdiala
- ruisseau de Ramasaugue